# Екорегіони Еритреї
Нижче наведено список  екорегіонів в  Еритреї, про що свідчить  Всесвітній Фонд дикої природи (ВФД).

## Наземні екорегіони
по  основних типах середовищ існування

### Тропічні та субтропічні вологі широколисті ліси
- Гірські ліси Ефіопії

### Тропічні і субтропічні луки, савани і чагарники
- Східні Суданські савани
- Сахель
- Сомалійські акацієві і комміфорнієві чагарники

### Гірські луки і чагарники
- Гірські луки і ліси Ефіопського нагір'я
- Гірські вересові пустки Ефіопського нагір'я

### Пустелі і посухостійкі чагарники
- Ерітрейська прибережна пустеля
- Посухостійкі чагарники і луки Ефіопії